# ACAB

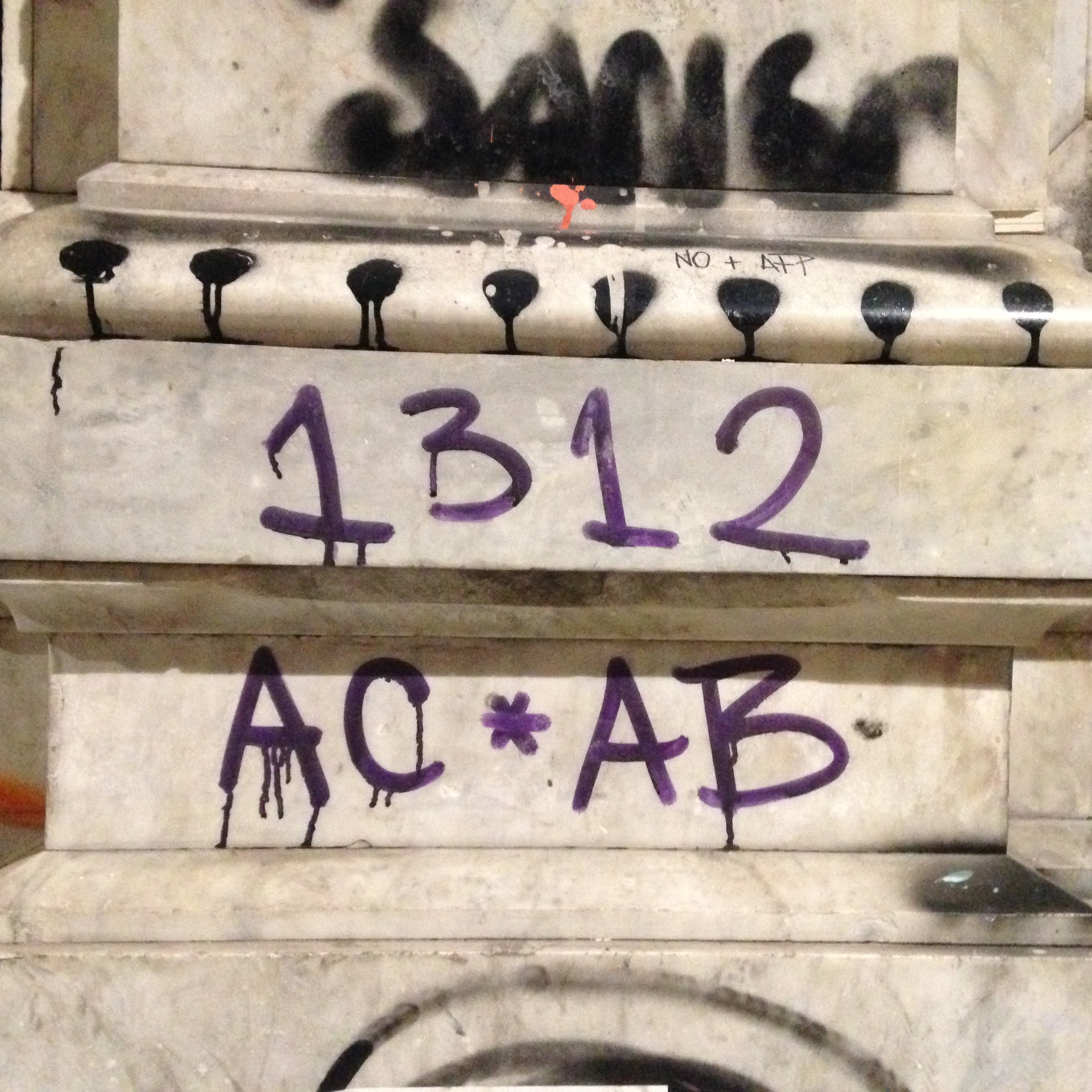
A.C.A.B. (1312) no Chile.

ACAB é um acrônimo para uma expressão em inglês que tem várias interpretações, sendo a mais comum "All Cops Are Bastards" ("Todos os policiais são bastardos"), usado por grupos que sofreram abusos por parte das autoridades.

## História

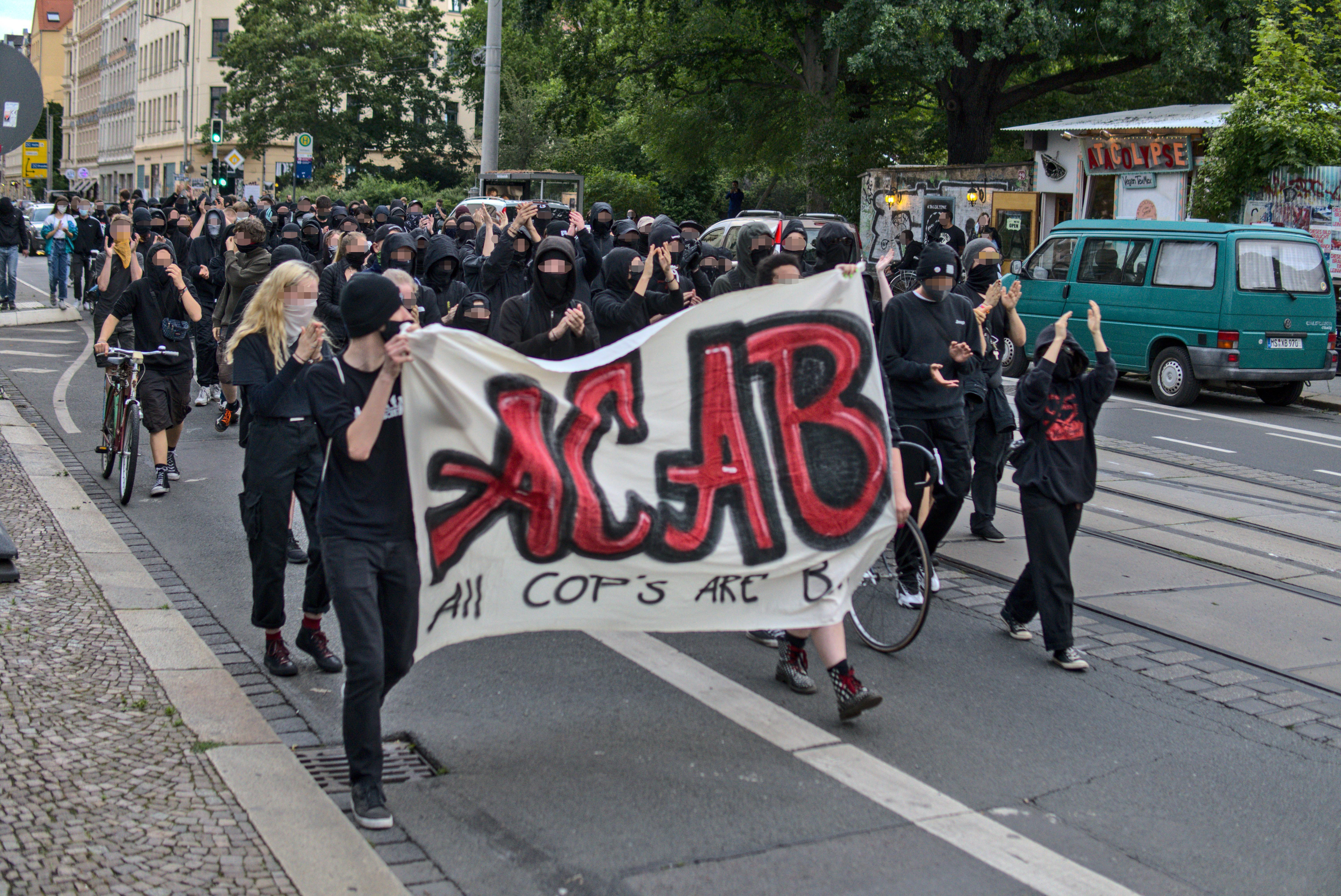
Anarquista com banner ACAB

As primeiras dicas da sigla são atestadas desde 1977 em um artigo de um jornalista de Newcastle que passou uma noite na prisão e documentou o termo escrito nas paredes; o livro reconhece que o uso da frase remonta à década de 1920.

## Usos do termo
O termo ACAB é usado para protestar contra a brutalidade policial.

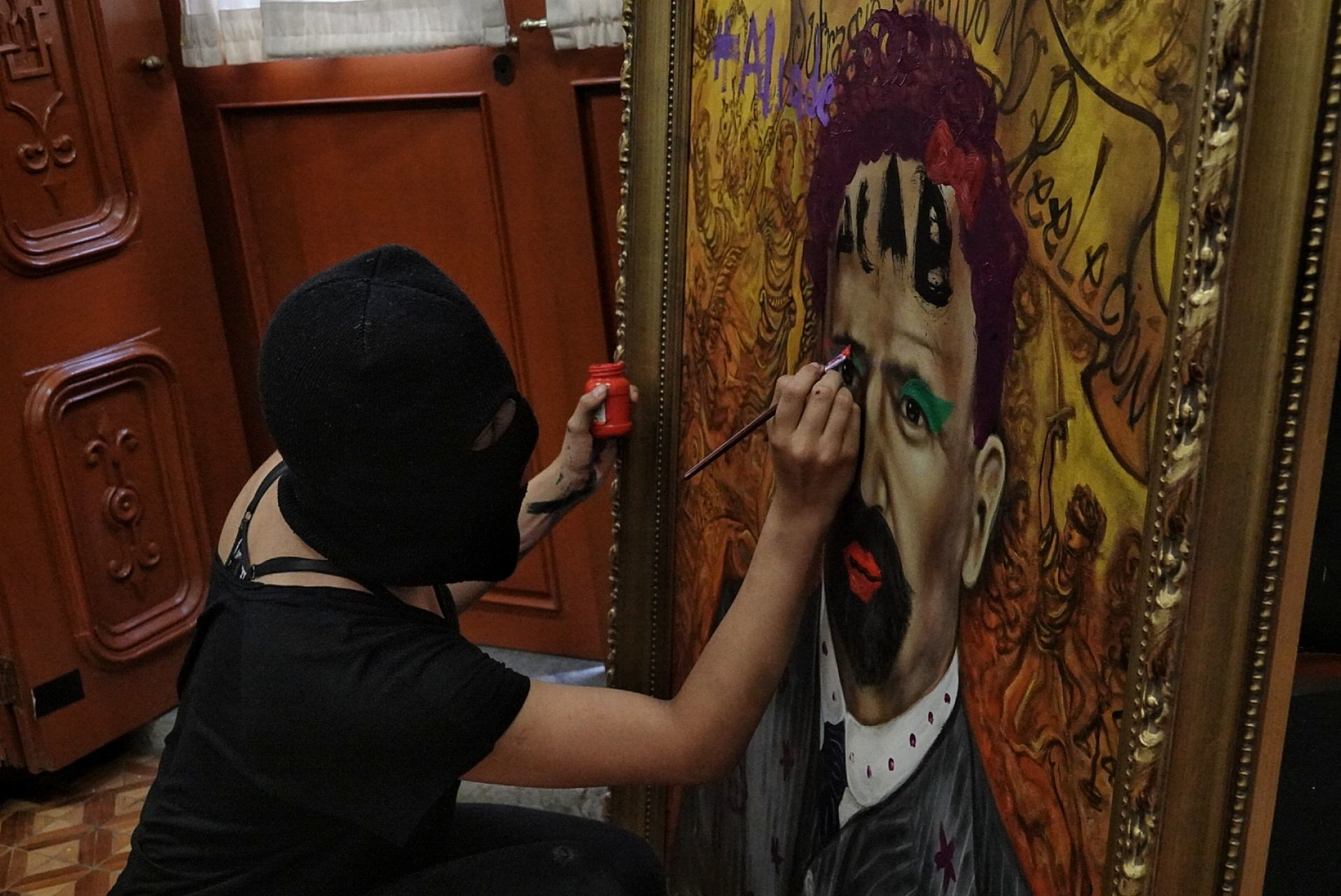
Intervenção ao retrato de Francisco I. Madero por coletivos feministas na Cidade do México.

- Em outubro de 2019, como resultado dos protestos no Chile, a sigla adquiriu um significado político pelos manifestantes contra as tropas dos Carabineros, enfatizando os protestos contra casos de brutalidade policial cometidos por agentes de controle de distúrbios.[3]
- Em 28 de maio de 2020, milhares de manifestantes americanos do movimento Black Lives Matter usaram essas siglas em protestos como resultado do assassinato de George Floyd.[4]
- Em 4 de setembro de 2020, grupos feministas apreenderam um dos prédios da Comissão Nacional de Direitos Humanos (CNDH), localizado no Centro Histórico da Cidade do México. No interior, os manifestantes intervieram em paredes e pinturas nas quais escreveram a sigla ACAB.[5]
- Em 9 de setembro de 2020, manifestantes colombianos, especialmente em Bogotá, pintaram e arengaram essas siglas no contexto dos protestos pela morte de Javier Ordóñez e os casos de brutalidade policial.[6]

O termo também é usado por fãs de futebol na Europa (hooligans, ultras, etc), grupos anárquicos e grupos de rua (como punks, rappers, skinheads)

## Variantes e interpretações

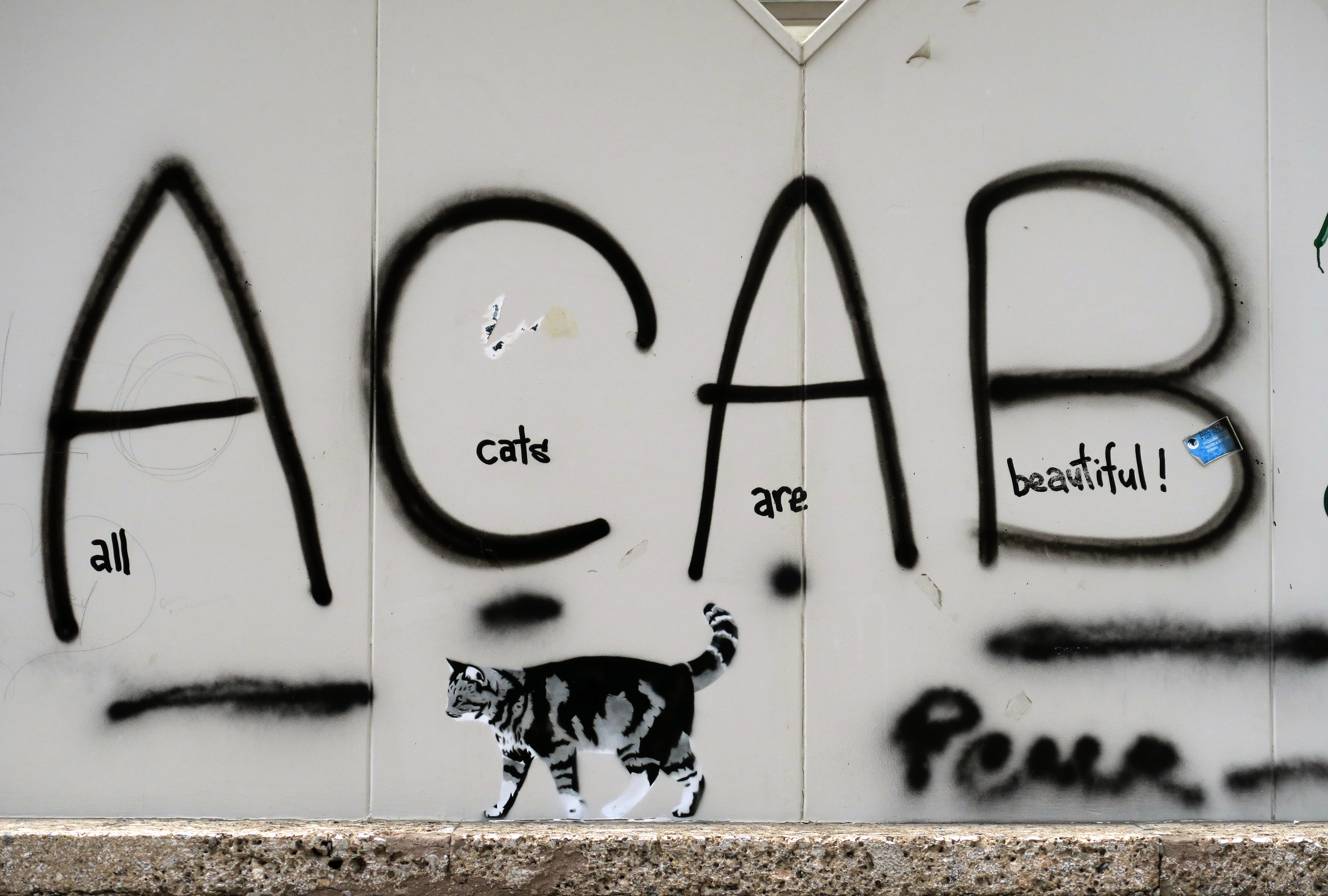
A.C.A.B.

- O número 1312 é usado como sinônimo de ACAB, que resulta da substituição das letras pelo número que ocupam no alfabeto[9]
- Entre os militantes anti-capitalistas, o termo passa a significar All Capitalist Are Bastards ("Todos os capitalistas são bastardos")[10]
- Nos movimentos feministas é usado como All Clitoris Are Beautiful ("Todos os clitóris são bonitos")[11]
- A variante anarquista do termo é Anarchist Chaotics Argue Better (“Anarquistas Caóticos Argumentam Melhor")[12]